# Leo G. Carroll
Leo Gratten Carroll (Weedon Bec, 25 ottobre 1886 – Los Angeles, 16 ottobre 1972) è stato un attore inglese, particolarmente noto al grande pubblico per i suoi molteplici ruoli nei film di Alfred Hitchcock e per la partecipazione alla serie televisiva Organizzazione U.N.C.L.E..

## Biografia
Nato in Inghilterra, nel Northamptonshire, da William e da Catherine Carroll, debuttò in teatro nel 1912 e calcò le scene di Londra e di Broadway prima di trasferirsi a Hollywood nel 1934 per avviare la sua carriera sul grande schermo con il film Sadie McKee, diretto da Clarence Brown.
Interpretò numerosi film in cui sovente gli fu assegnato il ruolo di medico o di maggiordomo e tra i quali meritano menzione A Christmas Carol (1938), adattamento dell'opera di Charles Dickens, e la celebre versione di Cime tempestose del 1939. Ne Il padre della sposa (1950), di Vincente Minnelli, interpretò il ruolo di un addetto al catering del pranzo di nozze, mentre fu il generale tedesco Gerd von Rundstedt nel film Rommel, la volpe del deserto (1951). La sua figura divenne nota al grande pubblico per i ruoli avuti in svariati film di Hitchcock, Rebecca - La prima moglie (1940), Il sospetto (1941), Io ti salverò (1945), Il caso Paradine (1947), L'altro uomo (1951) e Intrigo internazionale (1959).
A teatro recitò a Broadway in un ruolo primario nella commedia The Green Bay Tree e nel 1941 debuttò nel dramma di Patrick Hamilton Gas Light recitando con Vincent Price e Judith Evelyn, in replica per tre anni al John Golden Theatre della 45ª strada. 
Importanti furono anche i suoi ruoli nelle serie televisive. Dal 1953 al 1956 apparve in Topper, serial TV tratto dal film La via dell'impossibile, mentre dal 1964 al 1968 interpretò la spia Alexander Waverly nella serie Organizzazione U.N.C.L.E. e nel suo spin-off Agenzia U.N.C.L.E..
Leo G. Carroll morì a Hollywood nel 1972, per una polmonite.

## Influenze nella cultura di massa
- Leo G. Carroll viene menzionato nella canzone Magdalena, contenuta nell'album Just Another Band from L.A. del 1972 di Frank Zappa e The Mothers of Invention: « [...] the stars that say Jon Provost and Leo G. Carroll together»

- L'attore viene anche citato nella canzone Science Fiction/Double Feature della colonna sonora del film The Rocky Horror Picture Show: «I knew Leo G. Carroll, was over a barrel, when Tarantula took to the hills.»

## Filmografia parziale

### Cinema
- Sadie McKee, regia di Clarence Brown (1934)
- Gli amori di una spia (Stanboul Quest), regia di Sam Wood (1934) (non accreditato)
- Il conquistatore dell'India (Clive of India), regia di Richard Boleslawski (1935)
- Capitani coraggiosi (Captains Courageous), regia di Victor Fleming (1937)
- London by Night, regia di William Thiele (1937)
- A Christmas Carol, regia di Edwin L. Marin (1938)
- La squadra speciale di Bulldog Drummond (Bulldog Drummond's Secret Police), regia di James P. Hogan (1939)
- Il conte di Essex (The Private Lives of Elizabeth and Essex), regia di Michael Curtiz (1939)
- L'usurpatore (Tower of London), regia di Rowland V. Lee (1939)
- La voce nella tempesta (Wuthering Heights), regia di William Wyler (1939)
- Il ponte di Waterloo (Waterloo Bridge), regia di Mervyn LeRoy (1940)
- Rebecca - La prima moglie (Rebecca), regia di Alfred Hitchcock (1940)
- Charlie Chan e la crociera del terrore (Charlie Chan's Murder Cruise), regia di Eugene Forde (1940)
- Il sospetto (Suspicion), regia di Alfred Hitchcock (1941)
- La casa della 92ª strada (The House on 92nd Street), regia di Henry Hathaway (1945)
- Io ti salverò (Spellbound), regia di Alfred Hitchcock (1945)
- Ambra (Forever Amber), regia di Otto Preminger (1947)
- Il caso Paradine (The Paradine Case), regia di Alfred Hitchcock (1947)
- Fuga nel tempo (Enchantment), regia di Irving Reis (1948)
- Amarti è la mia dannazione (So Evil My Love), regia di Lewis Allen (1948)
- Il padre della sposa (Father of the Bride), regia di Vincente Minnelli (1950)
- Rommel, la volpe del deserto (The Desert Fox: The Story of Rommel), regia di Henry Hathaway (1951)
- L'altro uomo (Strangers on a Train), regia di Alfred Hitchcock (1951)
- Le nevi del Chilimangiaro (The Snows of Kilimanjaro), regia di Henry King (1952)
- Il bruto e la bella (The Bad and the Beautiful), regia di Vincente Minnelli (1952)
- La marcia del disonore (Rogue's March), regia di Allan Davis (1953)
- Il tesoro dei condor (Tresure of the Golden Condor), regia di Delmer Daves (1953)
- Non siamo angeli (We're No Angels), regia di Michael Curtiz (1955)
- Tarantola (Tarantula), regia di Jack Arnold (1955)
- Il cigno (The Swan), regia di Charles Vidor (1956)
- Intrigo internazionale (North by Northwest), regia di Alfred Hitchcock (1959)
- Il cowboy con il velo da sposa (The Parent Trap), regia di David Swift (1961)
- Intrigo a Stoccolma (The Prize), regia di Mark Robson (1963)
- La spia dai due volti (The Spy with My Face), regia di John Newland (1965)
- Quello strano sentimento (That Funny Feeling), regia di Richard Thorpe (1965)
- Una spia di troppo (One Spy Too Many), regia di Joseph Sargent (1966)
- La spia dal cappello verde (The Spy in the Green Hat), regia di Joseph Sargent (1967)

### Televisione
- Topper – serie TV, 78 episodi (1953-1955)
- Fred Astaire (Alcoa Première) – serie TV, episodio 1x02 (1961)
- Thriller – serie TV, episodio 2x15 (1962)
- Going My Way – serie TV, 30 episodi (1962-1963)
- Agenzia U.N.C.L.E. (The Girl from U.N.C.L.E.) – serie TV, 29 episodi (1966-1967)
- Organizzazione U.N.C.L.E. (The Man from U.N.C.L.E.) – serie TV, 105 episodi (1964-1968)
- Ironside – serie TV, episodio 3x25 (1970)

## Teatro
- For Services Rendered, di William Somerset Maugham (Broadway, 12 aprile 1933)

## Doppiatori italiani
- Olinto Cristina in Rommel la volpe del deserto, Le nevi del Chilimangiaro, Passaggio a Bahama, Il cigno, Il tesoro dei condor
- Giorgio Capecchi in Il padre della sposa, Intrigo internazionale, Il cowboy col velo da sposa, Quello strano sentimento
- Aldo Silvani in Rebecca - La prima moglie, Io ti salverò, Amarti è la mia dannazione
- Lauro Gazzolo in Il conte di Essex, Non siamo angeli, Tarantola
- Amilcare Pettinelli in L'usurpatore, La regina vergine
- Gaetano Verna in Il caso Paradine, Canto d'amore
- Cesare Fantoni in L'altro uomo (riedizione), Il bruto e la bella
- Cesare Polacco in Cime tempestose
- Loris Gizzi in Fuga nel tempo
- Arturo Dominici in Fuga nel tempo (ridoppiaggio)